# Örebro stadsbränder
Örebro stadsbränder, stadsvida eldsvådor i Örebro har inträffat flera gånger under historien, med de två senaste 1843 och 1854 är de mest omtalade.

## 1369
Enligt Örebros äldsta bevarade privilegiebrev utfärdat 27 september 1369 i Söderköping ger kung Albrekt av Mecklenburg örebroarna tre års skattefrihet på grund av "deras iråkade olycka och den eldsvåda, som nyligen beklagligtvis drabbat dem". Möjligen kan branden ha inträffat redan 1364 då kung Albrekts far hertig Albrekt av Mecklenburg intog Örebro hus och i samband med detta avbränt staden.

## 1380
Folkungarna i spetsen för en dansk–norsk armé skulle fördriva mecklenburgarna. Den ena staden efter den andra brändes Örebro, Västerås, Skara, Jönköping med flera.

## 1569
Vid en våldsam brand ödelades 24 gårdar i södra delen av staden.

## 1843

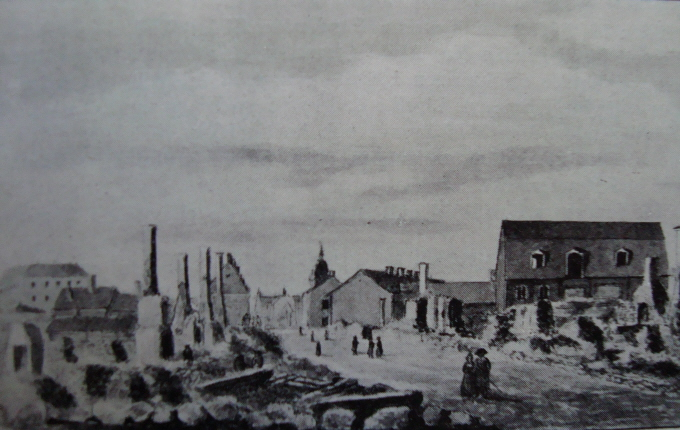
Efter stadsbranden 1843

Fredagen den 2 juni utbröt eldsvåda mellan klockan 11.00 och 11.30 i ett hus beläget ungefär där nuvarande Landstadshuset ligger. En tjänsteflicka eldade i köksspisen men började också med andra sysslor. Hon observerade inte att elden spred sig utanför spisen och snart stod hela köket i lågor. Branden spreds snabbt till grannhuset. Husen stod tätt sammanbyggda så elden kunde sprida sig åt både norr och söder på den östra sidan av "Stora gatan". Vinden var stark östlig så snart antändes också husen väster om "Stora gatan". 
Då branden började på dagen observerades den inte tillräckligt snabbt i den centrala delen av staden, varför utryckningen av den frivilliga brandkåren dröjde något. När brandkåren anlände var branden redan så kraftig att den var svår att begränsa, men ändå gjorde brandkåren en berömvärd insats genom att rädda det 1781 uppförda Hospitalet. Husarrekryter som var på möte försökte förgäves rädda överstebostället, däremot lyckades de stoppa branden åt söder vid nuvarande Järnvägsgatan – Storgatan genom att riva två byggnader. 
Branden härjade i tre timmar och ödelade 24 eller 36 gårdar (olika uppgifter i litteraturen), tre gårdar blev dessutom kraftigt brandskadade. Ett barn innebrändes och 200–400 personer (olika uppgifter i litteraturen) blev utan bostad efter branden. Statsbidrag på 2 000 rdr banko ställdes till förfogande av vilket hälften betalades ut direkt för att lindra den värsta nöden. Gåvor av säd, potatis och andra matvaror och klädesplagg skänktes till de behövande. En insamling av pengar fram till årets slut gav 3.900 rdr banko. Tomterna där de nedbrunna husen stått inköptes av staden och överläts några år senare till Köping–Hults Järnväg.
Det totala brandområdet sträckte sig ungefär från nuvarande Norra Grevrosengatan i norr till nuvarande Järnvägsgatan i söder. Från nuvarande Landstadshuset i öster till en linje mellan hörnet Klostergatan – Järnvägsgatan och korsningen KöpingHultsgatan – Storgatan. 
Hur norra stadsdelen i Örebro såg ut efter branden finns dokumenterat i teckningar av prosten J. G. Schultz.

## 1854

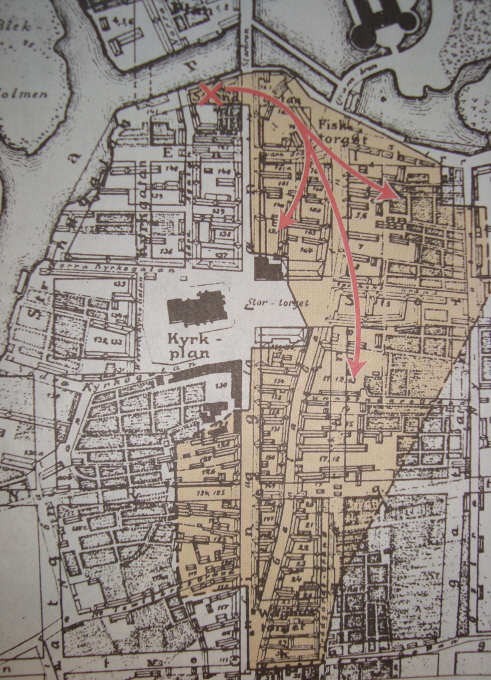
Utbredningen av stadsbranden 1854

Strax efter midnatt, natten mellan 22 och 23 mars 1854, uppmärksammades branden som utbrutit i färgarmästare Landbys färgeri sydväst om Storbron över Svartån. Troligen hade alltför het aska lagts i en förvaringslåda av trä. Innan den tidens bristfälliga brandutrustning hunnits framskaffas fick elden snabbt övertaget och spred sig fort i den västliga vinden, snart hade husen på Stora gatans (nuvarande Drottninggatans) östra sida antänts. Husen på västra sidan om Stora gatan klarade sig tack vare vindriktning och vattenbegjutning. 
Branden spred sig längs Svartån i ostlig riktning ner mot nuvarande Kungsgatan, då vinden övergick i nordlig och branden började sprida sig i sydlig och sydvästlig riktning längs båda sidor av Gamla gatan (nuvarande Köpmangatan) mot Stortorget. Fram på morgonen spred sig branden alltså i tre huvudriktningar. Eftersom vinden slagit om och folk från Hjälmarsberg under ledning av löjtnant Drakenberg anlänt med brandutrustning till Kungsgatan kunde eldens östra framfart hejdas. Eldfronten som gick åt sydväst kunde hejdas norr om rådhuset tack vare att rådhuset var av sten och att västra sidan av Stora gatan utsattes för vattenbegjutning av bokbindare Ström och hans frivilliga brandkår, som hade "förskaffat egen brandattiralj af dåtidens mäst mordäna och effektiva typ". 
Först när branden nått Stortorget började man fundera på att riva hus för att stoppa elden. Då sa en av stadens högsta myndighetspersoner de bevingade orden "Är det ej nog att husen brinna, skola de nu också rifvas ned". Den sydliga eldfronten spred sig dock över Stortorget, som då var bebyggt ända upp till nuvarande Köpmangatan, och fortsatte på båda sidor om Gamla gatan mot Våghustorget. När elden söder om Stortorget gick över på Stora gatans västra sida, då vinden blivit ostnordostlig, bekämpades den där av folk som kommit från Karlslund med egen brandutrustning och sprutor. 300 man från Kumla och Säbylund under ledning av baron Gerhard de Geer och kronolänsman tillika regementskommissarie Conrad Adlers anlände till Våghustorget med flera strålsprutor och annan brandmaterial. Hus revs för att bilda brandgator, fönster murades igen på stenhus och branden kunde slutligen hejdas vid Våghustorget. De många trähusen där Krämaren och stadsbiblioteket nu ligger kunde räddas. Men i de centrala stadsdelarna var förödelsen total. Endast hus av sten klarade sig såsom rådhuset, Nikolaikyrkan, Fenixhuset, det Bromsska huset vid Stortorget och några till, liksom också den s.k. Elgérigården vid Svartån och prästgården från 1741, uppförda av trä. 
62 eller 92 (olika uppgifter i litteraturen) gårdar ödelades av branden. Värdet beräknades då till ca 2 miljoner kronor. Försäkringsbolagen betalade ut ca 516.000 kronor för nedbrunna byggnader och ca 151.000 kr för nedbrunnen egendom. En person omkom i branden, nålmakargesällen Olof Olsson. Av stadens ca 5.300 innevånare blev ca 1.200 utan bostad. De fick inkvarteras på norr i staden, i Karolinska skolan, i kyrkan, i hus som klarade branden och hos släktingar. Efter branden inrättades en nödhjälpskommitté som lyckades samla in 50.000 kronor i kontanter och kläder och förnödenheter till ett värde av 10 à 12.000 kronor till behövande. Militärer som passerade staden skänkte varsin dagsranson pengar till nödlidande. Ny stadsplan upprättades snart efter branden av ingenjör Gestrin och stadsarkitekt Fridolf Wijnbladh. En kommitté från staden besökte kung Oscar I och regeringen för att få ett stadsanslag för inköp av mark till allmänna platser. Ett anslag på 37.500 kronor erhölls och ett lån på lika mycket. Ett lån på 375.000 kronor erhölls för uppbyggnad av den brunna delen av staden enligt den nya stadsplanen. Byggnationen dröjde ett tag för helt nya tomtindelningar var tvungen att göras, marken jämnas ut och Stortorget förlängas österut till Trädgårdsgatan som en brandgata.